# 天主教巴坦自治监督区
天主教巴坦自治監督區 （拉丁語：Praelatura Territorialis Batanensis）是菲律賓一個羅馬天主教自治監督區，屬天主教土格加勞總教區。轄區包括巴坦群島省。
2006年有教友15,505人、6個堂區、7名司鐸。現任監督區主教為卡米略‧格雷戈里奧，榮休主教馬里奧‧巴爾塔薩，主教座堂聖道明座堂位於首府巴示戈。
1950年3月28日設自治監督區，稱巴坦暨巴布延自治監督區。2002年2月6日易名至今。 